# Vojtěch Mynář
Vojtěch Mynář (4. května 1944 Ostrava – 10. července 2018 Ostrava) byl český politik, člen ČSSD, zastupitel města Ostravy a v letech 2012-2014 poslanec Evropského parlamentu.

## Biografie
Vojtěch Mynář ukončil všeobecné střední vzdělání s maturitou v roce 1963, kdy také nastoupil jako horník na Důl Ludvík Ostravsko-karvinského revíru. V roce 1975 nastoupil jako technik při výstavbě plynovodů Orenburg a Progres. Později, v roce 1984, ukončil studium na VŠ politické ÚV KSČ v oboru ekonomie a světová ekonomika (titul RSDr.). Od roku 1992 podniká v oblasti dovozu a obchodu.
Členství v KSČ ukončil v roce 1989, do ČSSD vstoupil v roce 1997. Od roku 1998 je zastupitelem ostravského městského obvodu Radvanice a Bartovice, v letech 1998 až 2007 zastával funkci místostarosty a později starosty tohoto městského obvodu. V roce 2002 byl rovněž zvolen členem Zastupitelstva města Ostravy (mandát obhájil v letech 2006 a 2010). V letech 2006 až 2010 zastával funkci náměstka primátora pro dopravu a komunální a bytové hospodářství. Za práci v oblasti bezpečnosti silničního provozu získal roku 2014 plaketu Hasičských záchranných sborů ČR; je však kritizován, že když 20. února 2014 svým autem zničil pouliční lampu v Bartovicích, nehodu se škodou 22 tisíc Kč nenahlásil, jelikož si prý poškození lampy nevšiml.
V roce 2004 neúspěšně kandidoval za ČSSD do Senátu PČR v obvodu č. 70 - Ostrava-město. Skončil už v prvním kole na čtvrtém místě se ziskem 11,76 % (2 680 hlasů).

### Kandidatury do Evropského parlamentu (od roku 2009)
V roce 2009 kandidoval za ČSSD do Evropského parlamentu. ČSSD získala sedm křesel. Vojtěch Mynář byl na kandidátce osmý, a proto na něj připadl post prvního náhradníka. Evropským poslancem se tak stal až v červenci 2012 po úmrtí Jiřího Havla (oficiálně složil slib v září 2012). V Evropském parlamentu byl členem Skupiny progresivní aliance socialistů a demokratů. Byl členem Rozpočtového výboru. Ve volbách do Evropského parlamentu v roce 2014 kandidoval za ČSSD opět na 8. místě její kandidátky, tentokrát ale neuspěl (stal se pouze v pořadí čtvrtým náhradníkem).

### Hodnocení europoslance V. Mynáře (dle think-tanku Evropské hodnoty)
Dle vydané zprávy výše uvedeného think-tanku, která se vztahuje na období před následujícími volbami do Evropského parlamentu (2014) vyplývá následující:
- Docházka – obsadil 13. místo z celkových 22 českých europoslanců,
- Účast na jmenovitých hlasování českých europoslanců – obsadil 17. místo z celkových 22 českých europoslanců,
- Zprávy předložené zpravodajem českými europoslanci – obsadil 16.–22. místo z celkových 22 českých europoslanců,
- Stanoviska předložená českými europoslanci – obsadil 16.–22. místo z celkových 22 českých europoslanců,
- Pozměňovací návrhy českých europoslanců – obsadil 22. místo z celkových 22 českých europoslanců,
- Parlamentní otázky českých europoslanců – obsadil 21.–22. místo z celkových 22 českých europoslanců,
- Písemná prohlášení českých europoslanců – obsadil 6.–22. místo z celkových 22 českých europoslanců,
- Návrhy usnesení českých europoslanců – obsadil 20.–21. místo z celkových 22 českých europoslanců,
- Vystoupení na plenárním zasedání českých europoslanců – obsadil 20. místo z celkových 22 českých europoslanců.

## Úmrtí
Zemřel dne 10. července 2018 ve věku 74 let.